# Macphersonia chapelieri
Macphersonia chapelieri là một loài thực vật có hoa trong họ Bồ hòn. Loài này được (Baill.) Capuron mô tả khoa học đầu tiên năm 1969.